# علی‌اصغر فانی
علی اصغر فانی (زادهٔ ۱۳۳۳ در تهران) سیاستمدار اصلاح‌طلب و مدرس دانشگاه ایرانی است که در دولت یازدهم در فاصله سال‌های ۱۳۹۲ تا ۱۳۹۵ سمت وزیر آموزش و پرورش را برعهده داشت. او همچنین عضو هیئت علمی دانشگاه تربیت مدرس است.

## زندگی‌نامه و تحصیلات
علی‌اصغر فانی در سال ۱۳۳۳ در شهر تهران به دنیا آمد. وی مدرک دیپلم ریاضی خود را از دبیرستان دکتر نصیری تهران اخذ کرده و مدرک لیسانس و فوق‌لیسانس مهندسی راه و ساختمان را از دانشکده فنی دانشگاه تهران دریافت نمود و مدرک علوم مهندسی را از دانشگاه تهران اخذ نمود. او دانش‌آموخته دوره دکترای رشته مدیریت دولتی از دانشگاه تربیت مدرس بوده و هم‌اکنون عضو هیئت علمی دانشکده مدیریت دانشگاه تربیت مدرس است. 
. 

## سوابق
علی اصغر فانی، مدیرکلی چندین دوره آموزش متوسطه آموزش و پرورش در دوره وزارت حسین مظفر و کاظم اکرمی و همچنین مدیریت مناطق و مدیرکلی آموزش و پرورش را در سوابق خود دارد. وی معاون آموزشی اداره آموزش و پرورش منطقه ۱۶ در تاریخ اول فروردین ۵۹، رئیس اداره آموزش و پرورش منطقه ۱۶ از تاریخ اول فروردین ۶۰، مدیرکل آموزش و پرورش کردستان در سال ۱۳۶۴، معاون آموزشی وزارت آموزش و پرورش در سال‌های ۶۴ تا ۶۸، معاون و قائم مقام دانشگاه علوم انسانی دانشگاه تربیت مدرس در سال‌های ۶۸ تا ۷۲، معاون فرهنگی بنیاد شهید در سال‌های ۷۲ تا ۷۶، معاون برنامه‌ریزی و نیروی انسانی آموزش و پرورش در سال‌های ۷۶ تا ۷۷، معاون آموزش متوسطه آموزش و پرورش در سال‌های ۷۷ تا ۷۸، معاون آموزشی وزارت آموزش و پرورش در سال‌های ۷۷ تا ۸۰، معاون آموزش متوسطه وزارت آموزش و پرورش در سال‌های ۸۰ تا ۸۴، سرپرست وزارت آموزش و پرورش از ۸ شهریور ۸۴ تا ۱۸ آبان ۸۴، سرپرست دبیرخانه شورای تعلیم و تربیت و استادیار دانشگاه تربیت مدرس، مشاهده می‌شود. علی اصغر فانی دارای جوایزی مانند مدیر برگزیده ملی هشتمین جشنواره خوارزمی و مدیر عالی نمونه سومین جشنواره شهید رجایی است. فانی معاون آموزش و پرورش در دولت خاتمی نیز بوده‌است. 
.
فانی همچنین یک فعال اصلاح طلب و رئیس ستاد فرهنگیان میرحسین موسوی در انتخابات ریاست جمهوری ایران (۱۳۸۸) بوده‌است. علی اصغر فانی پیش از این رئیس کمیسیون فرهنگی دبیرخانه شورای عالی انقلاب فرهنگی نیز بوده‌است.

## وزارت آموزش و پرورش
پس از رأی عدم اعتماد مجلس به محمدعلی نجفی گزینه پیشنهادی برای تصدی وزارت آموزش و پرورش، علی‌اصغر فانی به عنوان سرپرست این وزارت‌خانه منصوب شد.
در ۲۷ مهر ۱۳۹۲، حسن روحانی، رئیس‌جمهور ایران، فانی را به عنوان وزیر پیشنهادی وزارت آموزش و پرورش به مجلس شورای اسلامی معرفی نمود.
نمایندگان مجلس شورای اسلامی در نشست علنی روز یکشنبه ۵ آبان ماه بعد از استماع صحبت‌های موافقان و مخالفان وزیر پیشنهادی آموزش و پرورش و سخنان علی‌اصغر فانی با انتخاب این وزیر پیشنهادی با ۱۸۵ رأی موافق، ۵۳ رأی مخالف و ۲۴ رأی ممتنع موافقت کردند و بدین ترتیب وی وزیر آموزش و پرورش دولت یازدهم شد.

### چهار کارت زرد
علی اصغر فانی تاکنون چهار کارت زرد از مجلس شورای اسلامی دریافت کرده که از این لحاظ می‌توان او را رکوددار به حساب آورد.
در ۳۱ فروردین ۱۳۹۳، مجلس شورای اسلامی به دلیل انتصابات وی از اصلاح طلبان، با ۷۱ رأی موافق، ۱۱۵ رأی مخالف و ۱۱ رأی ممتنع از مجموع ۲۰۲ رأی مأخوذه به وی کارت زرد مجلس داد. پیش از وی علی طیب نیا، رضا فرجی دانا و علی جنتی نیز از مجلس کارت زرد گرفته بودند و فانی چهارمین وزیر دولت یازدهم بود، که با دریافت کرد زرد با هشدار مجلس مواجه شد.
در ۷ بهمن ۱۳۹۳ نیز، بار دیگر فانی برای پاسخگویی به سؤال نمایندگان در مجلس حاضر شد که این بار نیز با کسب ۷۴ رأی موافق، ۱۱۴ رأی مخالف و ۱۴ رأی ممتنع از مجموع ۲۱۵ رأی مأخوذه، نتوانست نمایندگان را قانع کند و دومین کارت زرد خود و نهمین کارت زرد دولت یازدهم را از مجلس دریافت کرد.
در ۳۰ آذر ۱۳۹۴، مدتی پس از استیضاح ناموفق فانی، وی برای سومین بار برای پاسخگویی به سؤال سید مهدی موسوی‌نژاد، نماینده مردم دشتستان در رابطه با استفاده از نیروهای ناکارآمد و بازنشسته در آموزش و پرورش و عدم توجه به منابع انسانی و فرهنگیان از لحاظ بیمه سلامت، حقوق و سایر مزایا و تعطیلی مدارس راهنمایی در روستاها و بعضی از شهرها در مجلس شورای اسلامی حضور یافت که این بار هم نتوانست نمایندگان را قانع کند و با ۷۸ رأی موافق، ۸۳ رأی مخالف و ۸ رأی ممتنع از مجموع ۱۹۴ رأی مأخوذه، سومین کارت زرد خود را از مجلس شورای اسلامی دریافت کرد.
در ۲۸ دی ۱۳۹۴، فانی برای پاسخگویی به سؤال حلیمه عالی دربارهٔ مدیریت ضعیف مدیران کل آموزش و پرورش فانی را به سیاسی کاری در انتصابات به جای شایسته سالاری، نتوانست نمایندگان را قانع نماید و با دریافت ۹۹ رأی موافق، ۶۱ رأی مخالف و ۱۱ رأی ممتنع از مجموع ۲۰۰ رأی مأخوذه، چهارمین کارت زرد خود را از مجلس شورای اسلامی دریافت کرد.

### استیضاح ناموفق
در تابستان ۱۳۹۳ و مصادف با استیضاح رضا فرجی‌دانا، برخی از نمایندگان مجلس شورای اسلامی، خبر از آماده‌شدن طرح استیضاح علی‌اصغر فانی با ۴۰ امضا، برای تحویل به هیئت‌رئیسه مجلس خبر دادند. این استیضاح، بعد از استیضاح فرجی‌دانا، دومین استیضاح نمایندگان علیه وزرای دولت یازدهم محسوب می‌شود که به فاصله کمی از یکدیگر، عملی شدند. در این طرح، ۱۰ دلیل به عنوان مبانی استیضاح معرفی شده که از آن جمله می‌توان به انتصاب مدیران سیاسی و ناکارآمد در آموزش و پرورش، برگشت به‌کار نیروهای بازنشسته، عدم اجرای قانون استخدام مربیان پیش‌دبستانی، حق‌التدریسی و مربیان نهضت سوادآموزی، عدم توجه به بیمه‌های درمان و تکمیلی فرهنگیان و عدم توجه به حوزه تربیتی دانش‌آموزان، اشاره کرد.
نهایتاً در ۱۹ خرداد ۱۳۹۴، طرح استیضاح وزیر آموزش و پرورش با ۶۴ امضا و در ۱۰ محور توسط هیئت رئیسه مجلس شورای اسلامی اعلام وصول شد. محمدرضا باهنر، نایب دوم رئیس مجلس شورای اسلامی نیز در این رابطه اعلام کرد: «چهارشنبه هفته آینده طرح استیضاح وزیر آموزش و پرورش در دستور کار مجلس قرار خواهد گرفت و وزیر در جلسه علنی از عملکرد خود دفاع می‌کند.» اما بعداً اعلام شد که استیضاح وزیر می‌بایست ابتدا در کمیسیون آموزش و تحقیقات مجلس مطرح شود و در صورتی که نتیجه‌ای حاصل نشد به صحن علنی بیاید. جلسه فانی با کمیسیون تحقیقات مجلس انجام شد، اما تنها پانزده نفر رأی خود را از استیضاح او پس گرفتند. در نهایت در ۲۶ خرداد ۱۳۹۴، محمدرضا باهنر، اعلام کرد که با توجه به آنکه پس از جلسهٔ کمیسیون آموزش و تحقیقات با وزیر آموزش و پرورش همچنان تعداد امضاء کنندگان استیضاح بیش از ده نفر است، جلسه استیضاح در روز چهارشنبه ۳ تیر ۱۳۹۴ در صحن علنی مجلس شورای اسلامی برگزار خواهد شد.
جلسه استیضاح در تاریخ مذکور برگزار شد و نهایتاً استیضاح فانی با ۷۶ رأی موافق، ۱۶۷ رأی مخالف و ۱۳ رأی ممتنع از مجموع ۲۵۶، رأی نیاورده و علی اصغر فانی به عنوان وزیر آموزش و پرورش ابقاء گردید. او در مهرماه ۱۳۹۵ از سمت خود استعفا کرد.